# Chaetodon ocellicaudus
Poisson-papillon à point caudal
Espèce
Statut de conservation UICN

 DD  : Données insuffisantes
Chaetodon ocellicaudus, communément nommé Poisson-papillon à point caudal, est une espèce de poisson marin de la famille des Chaetodontidae.
Le Poisson-papillon à point caudal est présent dans les eaux tropicales de la région centrale de l'Indo/ ouest Pacifique.
Sa taille maximale est de 15 cm.